# Sadismo

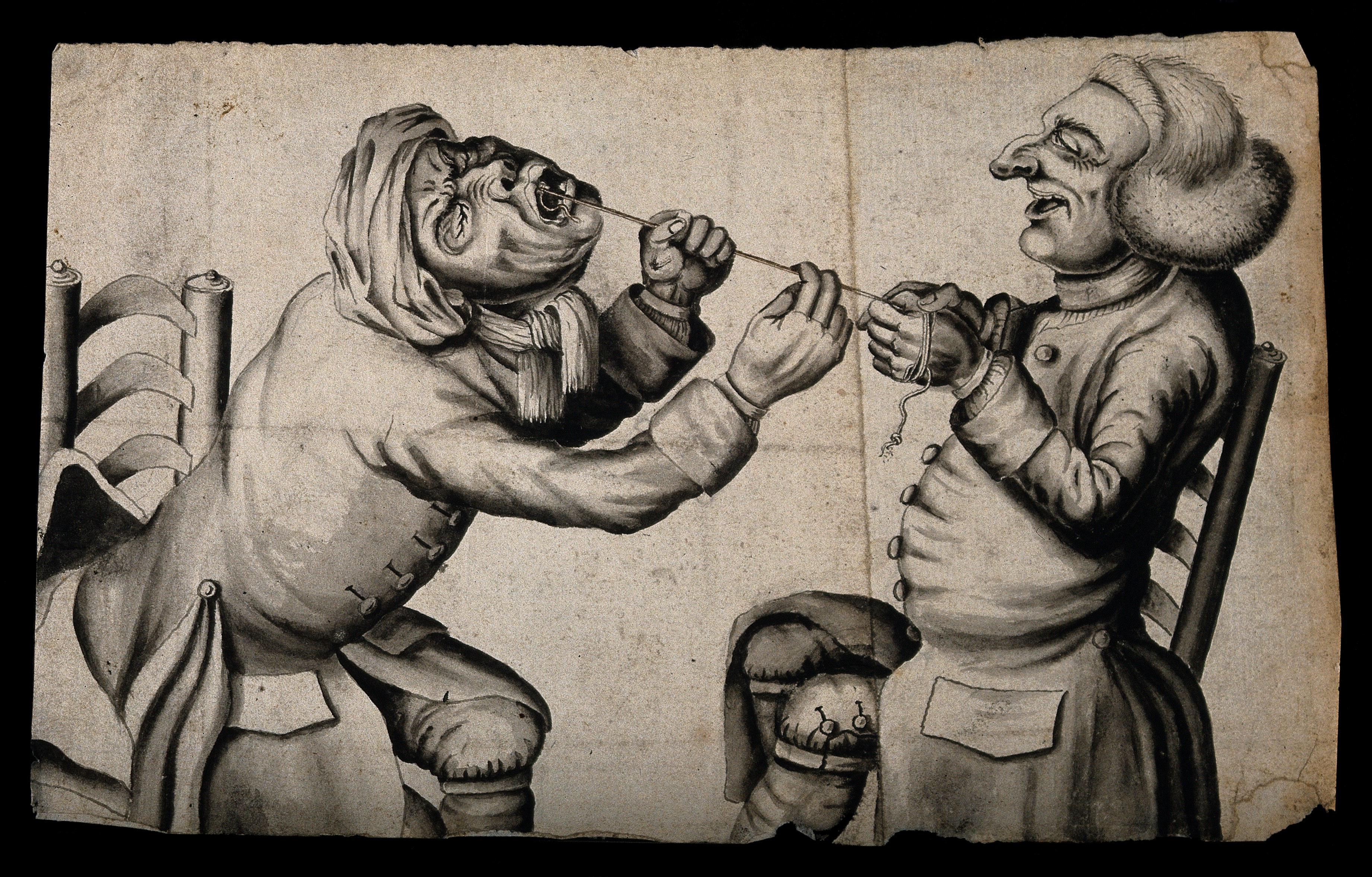
Un esempio di sadismo è togliere un dente a qualcuno traendone piacere.

Il  sadismo è una parafilia consistente nella ricerca del piacere provocando sofferenza fisica o morale ad altri soggetti.

## Origine del termine
Il termine deriva da Donatien Alphonse François de Sade, meglio conosciuto come Marchese de Sade (1740 - 1814), aristocratico francese autore di diversi libri erotici e di alcuni saggi filosofici, in cui è evidenziata la figura del sadico come individuo capace di compiere, con scientifica razionalità, ogni sorta di azione volta al male (o meglio all'immoralità, dato che il soggetto non riconosce solitamente bene e male ma solo il tornaconto personale), rifiutando ogni limitazione imposta dalla morale comune e riconoscendo come unica legge il perseguimento e l'accrescimento del proprio personale piacere.

## Descrizione
Tradizionalmente combinato con il masochismo è chiamato, complessivamente, sadomasochismo (SM). 
Tuttavia secondo alcuni studi, fra cui quelli del filosofo francese Gilles Deleuze, la relazione fra sadico e masochista è impossibile, essendo il primo coinvolto in una sorta di operazione destrutturante del potere nella relazione (quindi facendo saltare ogni possibile accordo), laddove il secondo è piuttosto attratto dalle forme di istituzionalizzazione della relazione all'interno di una cornice contrattuale.
Pertanto il sadico, tendenzialmente, al di fuori di una cornice minima regolamentare come quella detta del SSC (sicuro, assennato e consensuale, tipica delle relazioni BDSM) può spingere la sua azione fino a soprassedere o rinunciare al consenso esplicito della "vittima" dei suoi gesti, o addirittura, nei casi di sadismo patologico, fino a oltrepassare i limiti della legalità rendendosi responsabile di atti lesivi dell'integrità psicofisica o addirittura della vita di colui o colei su cui agisce.

## Studi e classificazione psichiatrica attuale
Molto cospicui sono gli studi sulla correlazione fra sadismo, masochismo e devianza, traumi, autolesionismo, attaccamento e abusi.
Dalla letteratura psicologica e psichiatrica si evince come, al di là dei complessi profili psicologici degli interessati e delle motivazioni profonde che li possono condurre alla perversione, queste pratiche sono più spesso frequenti in soggetti di tipo borderline.
Il disturbo sadico della personalità (comprendente anche il sadismo non sessuale) è stato escluso dal novero dei disturbi della personalità dal DSM-IV e DSM-5, in quanto tali caratteristiche si possono riscontrare in molti altri disturbi, come narcisistico, antisociale, disturbo borderline di personalità, psicosi, psicopatia, ipersessualità, ecc.

## Diagnosi
Il sadismo sessuale è una forma di parafilia ma un comportamento sessuale sadico moderato è una pratica sessuale comune tra adulti consenzienti, di solito è di portata limitata, non è nocivo, e non soddisfa i criteri clinici per un disturbo parafilico, i quali richiedono che comportamento, fantasie o impulsi di una persona provochino disagio clinicamente significativo o compromissione comportamentale o possano causare danno ad altri. Tuttavia, in alcuni soggetti, i comportamenti si accentuano fino a divenire dannosi. Il suo divenire patologico dipende dal grado di espressione.
La diagnosi di disturbo da sadismo sessuale si basa su specifici criteri clinici dal DSM-5:
- I pazienti sono stati ripetutamente e intensamente eccitati dalla sofferenza fisica o psicologica di un'altra persona; l'eccitazione si esprime in fantasie, intensa impulsività o altri comportamenti.
- I pazienti hanno agito in base alle loro sollecitazioni con una persona non consenziente, o queste fantasie o impulsi causano un disagio significativo o compromettono il funzionamento lavorativo, in situazioni sociali o in altre sfere importanti.
- La condizione è stata presente per ≥ 6 mesi.

Il disturbo da sadismo sessuale può essere diagnosticato in pazienti che negano di avere fantasie o impulsi legati all'eccitazione sessuale innescati dal dolore o dalla sofferenza degli altri se questi pazienti segnalano più episodi sessuali di dolore o sofferenza inflitti a una persona non consenziente.
Il trattamento del disturbo da sadismo sessuale è generalmente inefficace.»
(George R. Brown, Disturbo da sadismo sessuale / DSM-5)